# サンジェルマン伯爵

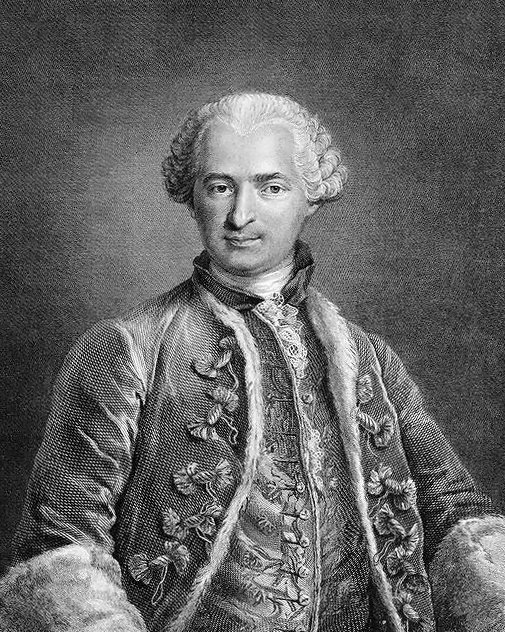
サン・ジェルマン伯爵

サンジェルマン伯爵（サンジェルマンはくしゃく、フランス語: Comte de Saint-Germain フランス語発音: [kɔ̃t də sɛ̃ ʒɛʁmɛ̃]、1691年あるいは1707年? - 1784年2月27日）は、18世紀のヨーロッパを中心に活動したと伝えられる人物である。

## 生涯

### 出自
スペイン王妃マリー＝アンヌ・ド・ヌブール (Marie-Anne de Neubourg) と貴族メルガル伯爵 (comte de Melgar) との私生児と言われている。その人生を通じて享受していた経済的な安泰や高度の教育・教養は、この出自によるものが大きいと考えられる。教養について言えば、化学に限らず様々な分野の知識が豊富で、一流の音楽家でもあり、また優れた画才をも示したことが同時代人によって評価されている。しかし彼の前半生には不明な点が極めて多く、その正体が明らかとなるのは彼がフランス社交界で活躍する1758年以降、彼が67歳になってからである。しかしこの年齢が正しいのかどうかさえも不明で、社交界で活躍していた時期の彼は40代以前にしか見えなかったという。

### シャンボール城の化学実験室
サン・ジェルマンは1746年まで作曲家兼ヴァイオリニストとしてロンドンで過ごした。1745年末に短期間投獄された為、ロンドンを去ったと言われる。その後12年間の活動については確認されてはいないが、化学と錬金術の研究の為にドイツで隠棲していたとする説、また、インドやチベットまでを含む世界旅行に出ていたとする説がある。後者の説についてはそのことを証拠づける史料は皆無だが、東洋世界について非常に博識であったことは事実である。
1758年の初めにパリへと移り、王の営繕官 (directeur des Bâtiments du Roi) を務めていたマリニー侯爵に対し、研究室及び作業場として王族の所有施設の使用許可を要請する書状を出している。この中で、その交換条件としてルイ15世に「人類が知る中で最も豊かで希有な発見」をもたらすと約している。そこでマリニーは、当時無人となっていたシャンボール城を彼に宛てがい、サン・ジェルマンはこの城とその付属施設に助手や使用人達を住まわせて、研究室も設けた。
だがサン・ジェルマンはシャンボールよりはパリに居ることの方が多かった。ポンパドゥール公爵夫人に面会し、夫人の紹介により王ルイ15世とも面識を得ている。王はその聡明な人柄に魅了され、以後両者は親しい関係を結ぶこととなった。

### ルイ15世の寵愛とショワズールの関係
サン・ジェルマンは王と親しい関係を結ぶが、ルイ15世の重臣ショワズール公爵 (duc de Choiseul) が彼を疎み、その信頼を貶めようと策を巡らせた。ショワズールはゴヴ (Gauve) と云う名の道化を雇ってサン・ジェルマンに変装させたという。ゴヴはサン・ジェルマンの風体で各地のサロンに顔を出し、ありそうもないほら話を吹聴した。アレクサンダー大王と杯を交わしたであるとか、イエス・キリストに恐るべき末期を予言された、などといった大言壮語である。
程無くしてゴヴの活動は露見し、その正体が明かにされることとなった。ショワズールの企みはサン・ジェルマンをペテン師に貶めることにはならず、むしろ逆にその威光を増すこととなり、一層ミステリアスなオーラを与えることとなった。
ショワズールは1760年になって漸く、サン・ジェルマンをスパイ容疑で告発することによって宮廷から厄介払いした。この結果、サン・ジェルマンは名誉を著しく損なわれてオランダへと逃れることとなった。これ以降、サン・ジェルマンの足跡は、イギリス、イタリア、ロシア、ザクセン及びプロイセンなどヨーロッパ各国で確認され、様々な地で、顔料と色彩についての自身の研究を披露しようとしたことが分かっている。

### 死因
1766年、プロイセンの王フリードリヒ2世の庇護を受けるも、翌年ここを発ってバルト海に面したゴットルプへと至り、最後はヘッセン (Hessen) の領主の下に身を寄せた。そして1784年2月27日にこの地で亡くなったという。親しい関係を保っていた当の領主によれば、享年93歳であったと伝えられている。しかしこの死に関しては、後述の様に様々な伝説がある。

## 伝説の数々・不死伝説
サン・ジェルマンには様々な噂が付き纏ったが、生前に敢えてそれを否定しなかったこともあり、類稀なる特異な人物として歴史に名を残すこととなった。彼が人類普遍の夢である不死の象徴として語られることも、こうした伝説の流布を助長したと考えられる。以下はそうした伝承の代表的なものである。
彼は、沢山の宝石を散りばめた豪華な衣装に身を包み、普段は丸薬とパンと麦しか口にせず、ギリシア語、ラテン語、サンスクリット語、アラビア語、中国語に加えて仏・独・英・伊・葡・西の数か国語に堪能であったと言われる。また、身なりにも気を使い、クラヴサンとヴァイオリンの名手でもあり、作曲も熟した。更に化学と錬金術にも精通しており、ついには不老不死に関する著作を物したとも言われる。
また、かつてカリオストロが所有していたとされる、18世紀の実在の秘伝書『La Très Sainte Trinosophie』の著者であるとも言われるが、確たる証拠は無く、しばしば反論の対象となっている。また貴石・宝石の類いにも大変造詣が深く、多くを所有していたと言われ、ダイヤモンドの傷を消す秘法を知っていたとされる。
更には、前世の記憶とそれに関連する知識がある、或は、大変な長寿を齎す（もたらす）秘薬を持ち、その結果、2000年とも4000年とも言われる驚異的な生命を有していたとされ、カナの婚礼やバビロンの宮廷を巡る陰謀等と云った古代の出来事を、まるでその場で直接見て来たかの様に、臨場感たっぷりに語ったとも言われる。哲学者ヴォルテールは1760年4月15日のフリードリヒ2世に宛てた書簡で、このサン・ジェルマンについて「決して死ぬことがなく、すべてを知っている人物」であると書き、フリードリヒ2世も彼を「死ぬことのできない人間」と評している。ニコラ・シャンフォール (Nicolas Chamfort) によれば、サン・ジェルマンの使用人に「あなたの主人は本当に2000歳なのですか」と問うたところ、彼は「それはお教えすることができません。わたしはたった300年しかお仕えしていないのですから」と答えたと言う。日中戦争での目撃情報もあることから、タイムトラベラーであるという説もある。
ポルトガル系ユダヤ人とも、ルーマニアのトランシルヴァニア地方にあるラーコーツィー王家の王家に所縁のある人物（ただし、当時ルーマニアは国家としてはまだ存在していなかった）とも言われ、自分の年齢を2000歳とも4000歳であるとも称し、ソロモン王やシバの女王らと面識があったとも語っていたとされる。かつて騎士として加わっていた十字軍では、パレスチナにてイングランド王リチャード1世とも話したと言う。また「自分は不老不死なので、霊薬を口にする他は食事は必要としない」と言って、実際に人前では全く食事をしなかったともされる。
作曲家のジャン＝フィリップ・ラモーは「自分は人生で何度かサン・ジェルマンに会ったことがあるが、数十年たっても、どれも同じ年齢のサン・ジェルマンだった。彼の存在は神秘そのものだとしかいいようがない」と記している。またセルジ伯爵夫人 (comtesse de Cergy) は同年、以前の大使夫人時代にヴェニスで彼と会ったが、約40年後に再会した時には全く年を取った様に見えなかったと語っている。こうした証言は非常に多い。また、サン・ジェルマンは催眠術にも長けており、術で自らの姿を眩ますことが出来たと言われているが、このことが、こうした様々な噂の発端となっている可能性もある（当時、催眠術は夢遊病や動物磁気による催眠現象と結び付けて考えられていた）。
1760年に、廷臣ショワズールの謀略によってフランスを離れることを余儀なくされ、その後、プロイセン、ロシア、イタリア、イギリス、オーストリア等各地を点々とし、最終的に、当時錬金術に関心を持っていたシュレースヴィヒ＝ホルシュタインの領主の下に身を寄せるが、この直後に領主の下女2人の腕の中で亡くなり、大革命の最中に亡霊としてパリに現れたとも言われる。
生前のスパイ容疑については様々な説があるが、仮にその事実があったとしても本来の目的は謎である。三重スパイであったともされるが、絶対王政や、ドイツ系の薔薇十字団によるヘゲモニーにも特に不満を持っていなかったとする証言も多い。
ジャコモ・カサノヴァはオランダのハーグでサン・ジェルマンに面会したという。そのときサン・ジェルマンはアルメニア風の装束に身を包んでいたという。これは17世紀に巷間から消えたいまひとつの長寿伝説、すなわちいわゆる「彷徨えるユダヤ人」について言われることと同じことである。カサノヴァはサン・ジェルマンの名声と欺瞞について疑いを抱いたとされる。また、ヨハン・ヴォルフガング・フォン・ゲーテはサン・ジェルマンの弟子であるといわれる。
これらのことからサン・ジェルマンが「ヨーロッパ史上最大の謎の人物」とされることがある。
カルボナリ党に入党したナポレオン3世はサン・ジェルマンに関心を抱き、彼に関係する書類等をテュイルリー宮殿に集めるように警察に命じた。この時の資料は1871年に同宮殿を襲った火災によって消失し、サン・ジェルマンの足跡のほとんどがこの時に失われたといわれている。

## 神智学、ニューエイジ思想
神智学、またその影響を受けたニューエイジ思想では、秘教的、霊的な知識と力を持った大師（マハートマー、マスター）とみなされている。日本では、英語発音を元にした「セント・ジャーメイン」という表記も見られる。これらの思想で重要視されるSeven raysにおいては、「第七光線の大師」という位置を与えられている。

## 関連資料
- 『妖人奇人館』収録『不死の人サン・ジェルマン伯』（澁澤龍彦）
- 『カザノヴァ回想録』（ジャコモ・カサノヴァ）
- 『ドイツ奇人街道』「サン・ジェルマン伯爵」森貴史 細川裕史 溝井裕一 関西大学出版部 2014年 ISBN 978-4-87354-586-8